# 내포 나들목
내포 나들목(Naepo IC)은 경기도 파주시 문산읍 내포리에 설치된 평택파주고속도로 월롱 ~ 문산 구간의 9번 교차로이자 종점이다. 2020년 11월 7일에 개통되었다. 평택파주고속도로 파주 방향에서의 자유로 파주 방향 진입과 자유로 서울 방향에서의 평택파주고속도로 월롱(서울) 방향으로의 진툴만 가능하다.

## 연혁
- 2015년 8월 7일 : 서울문산고속도로 신설을 위해 파주시 도시계획시설 교통광장에 문산읍 내포리 일원을 내포 나들목으로 고시[3]
- 2020년 11월 7일 : 평택파주고속도로 서울 ~ 파주 구간 개통과 함께 통행 개시[4]

## 구조물 정보
- 위치 : 경기도 파주시 문산읍 내포리

## 접속하는 도로
- 국도 제77호선 (자유로)
- 방촌로